# Auribeau
Auribeau is een gemeente in het Franse departement Vaucluse (regio Provence-Alpes-Côte d'Azur) en telt 75 inwoners (2009). De plaats maakt deel uit van het arrondissement Apt.

## Geografie
De oppervlakte van Auribeau bedraagt 7,7 km², de bevolkingsdichtheid is dus  9,7 inwoners per km².
De onderstaande kaart toont de ligging van Auribeau met de belangrijkste infrastructuur en aangrenzende gemeenten.

## Demografie
Onderstaande figuur toont het verloop van het inwonertal (bron: INSEE-tellingen).
1. ↑  Populations de référence 2022.